# 福田晃 (政治家)
福田 晃（ふくだ あきら、1975年5月28日 - ）は、日本の政治家。埼玉県越谷市長（1期）、元越谷市議会議員（3期）。

## 来歴
埼玉県越谷市生まれ。埼玉県立越谷北高等学校を経て、1994年、法政大学法学部法律学科に入学。在学中に水戸ホーリーホックに入団（1999年退団）。1998年に卒業。2000年、現在の伊藤忠テクノソリューションズに入社、10年間勤務し、事業部課長を務めた。2011年越谷市議会議員に初当選。3期務める。
2021年10月31日投票の越谷市長選挙に立候補し、元市議ら3人を破って当選した。